# Adolf Jöhnssen

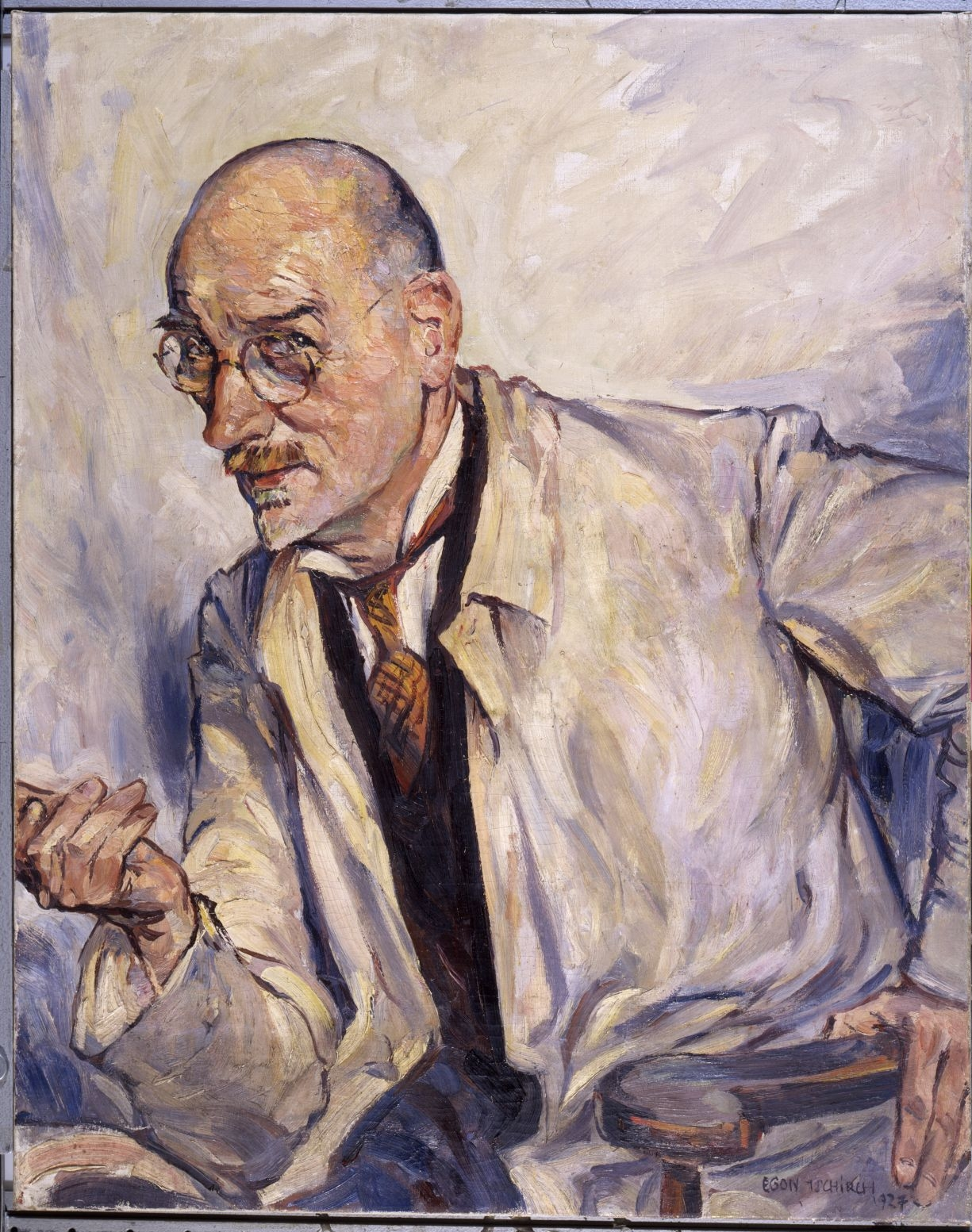
Egon Tschirch:
Portrait Adolf Jöhnssen

Adolf Theodor Friedrich Jöhnssen (* 25. September 1871 in Rostock; † 3. Januar 1950 in Nürnberg)  war ein deutscher Maler, Illustrator, Lithograf und Musiker (Lautenist).

## Leben

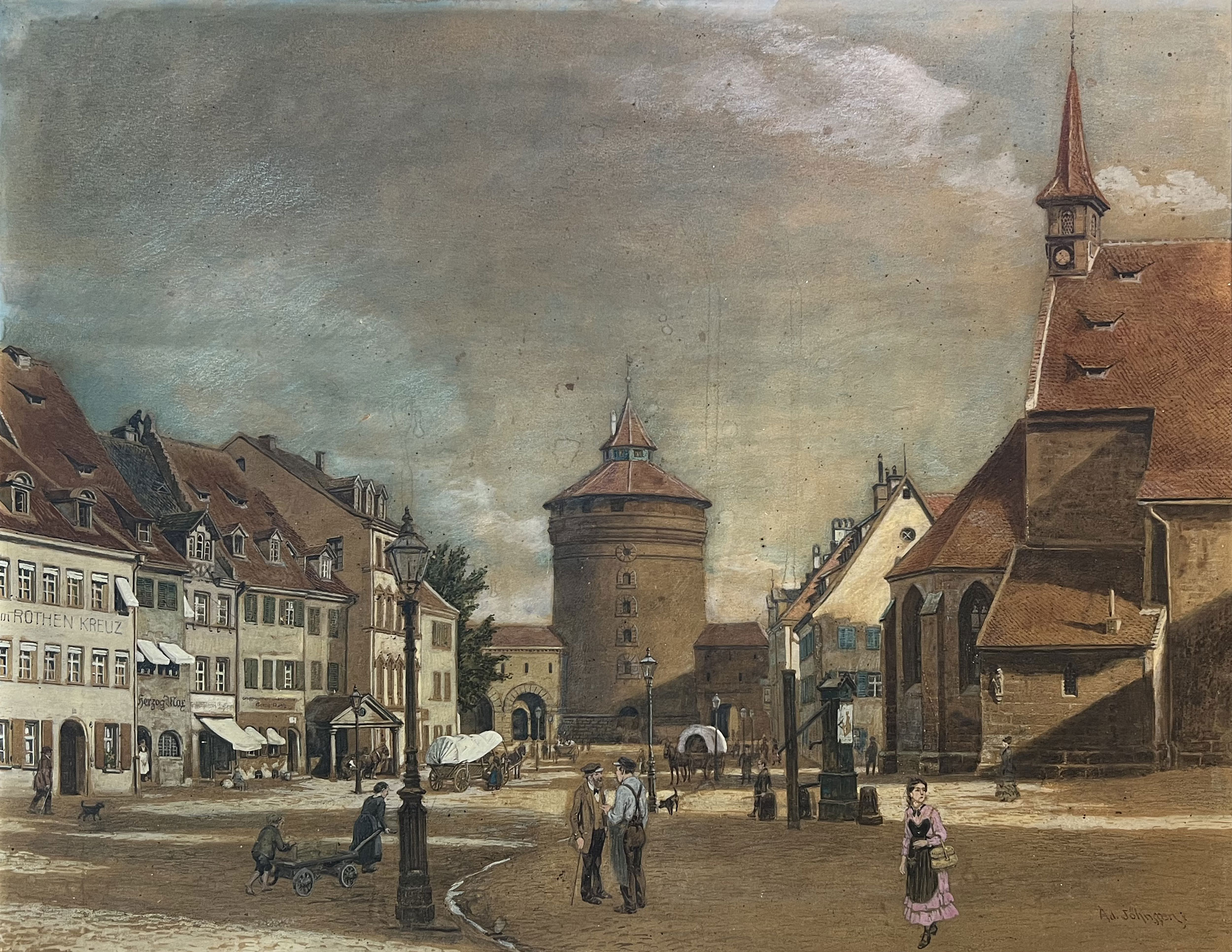
Gemälde von Adolf Jöhnssen: Nürnberg - Königstraße mit Blick zum Königstor

Adolf Jöhnssen war ein Sohn des Kopisten Carl Adolph Theodor Jöhnssen und dessen Frau Caroline Sophie Friederike, geb. Zimmermann. Er erlernte in Rostock bei der Lithographischen Anstalt Tiedemann während einer 6-jährigen Lehrzeit den Beruf des Lithografen. Schon in dieser Zeit war er u. a. für den Direktor des Schweriner Museums Friedrich Schlie bei der Erstellung von Zeichnungen für dessen Werke Die Kunst- und Geschichts-Denkmäler des Grossherzogthums Mecklenburg-Schwerin tätig. Mit 24 Jahren konnte er mithilfe Rostocker Stipendien dann als Schüler an die Kunstgewerbeschule Nürnberg gehen. Zum Abschluss seiner Studien war er 1897–1899 Meisterschüler an der Akademie der Bildenden Künste München bei Karl Raupp.
Nach Beendigung der Studien hatte er seinen Wohnsitz wieder in Nürnberg und war dort bei der Kunstanstalt für graphische Reproduktionen von Ernst Nister angestellt als Zeichner grafischer Entwürfe. Am 18. September 1899 heiratete er in Rostock Erna (Henriette Sophie Marie) Bey (* 1872). Ab 1907/08 arbeitete er als selbständiger Illustrator. Seine hauptsächlichen Arbeiten zu dieser Zeit bestanden im Entwurf von Plakaten, Theaterzetteln und Ansichtskarten, aber auch in Buchschmuck für Kinderbücher und Romane, zu einem großen Teil im Auftrage der Kunstanstalt Nister. Eine Vielzahl der Illustrationen entstand auf Initiative seines Rostocker Freundes Wilhelm Schmidt, einem niederdeutschen Schriftsteller und John-Brinckman-Forscher.
In dieser Zeit wurde er parallel zu seinen grafischen Arbeiten als Maler aktiv, bevorzugte dabei Aquarelle mit Landschaftsmotiven und Architekturdarstellungen. 
Jöhnssen war u. a. Mitglied des Bundes Fränkischer Künstler und in der Zeit des Nationalsozialismus obligatorisch der Reichskammer der bildenden Künste.
Mit zunehmendem Alter und nachlassender Sehkraft befasste er sich nur noch mit dem Malen. Anregungen aus dem Nürnberger Umland und von den jährlichen Besuchen an der Ostsee nutzte er nun als Motive.
Ein weiteres Talent Jöhnssens zeigte sich im Nürnberger Kunstleben, bei Zusammenkünften des Nürnberger Künstlervereins trat er als Lautenspieler auf und interpretierte dazu oberbayerische wie auch niederdeutsche Lieder.

## Zitat
„Über den Buchschmuck, den unser Landsmann Adolf Jöhnssen gezeichnet hat, erübrigt sich zu schreiben. Die sorgfältigen, echt heimatlichen Bilder sprechen für sich selber. Die warme Auffassung der Handlung, vor allem aber auch die unserer Volksgestalten und das sichere Gefühl für die charakteristischen Schönheiten unserer Heimat werden nicht bloß denjenigen zusagen, die mit Nachdruck auch auf diesem Gebiete nach dem frischen guten Geruche der Heimatscholle rufen. Auch der goldene Humor, der sich an gar manchen Orten zeigt, wird in vielen den Wunsch erregen, daß dieser ersten Gabe an heimatlichen Bildern bald andere folgen möchten.“

## Werke (Auswahl)

### Als Illustrator
- Ludwig Kreutzer: Zehn Mecklenburgische Volkserzählungen. Boldt, Rostock 1904 (RosDok – Projekt Mecklenburgica Digital)
- John Brinckman: Kasper-Ohm un ick. Nister, Nürnberg 1905[5]
- Martin Boelitz: Schöne alte Kinderlieder. Nister, Nürnberg 1909 (bbf.dipf.de)
- Johannes Gosselck und Gustav Metelmann: Fibel. Verlag des Meckl. Pestalozzi-Vereins, Rostock 1910
- John Brinckman: Allerhand Dummjungs-Geschichten ut mine Schooltid. Opitz & Co., Güstrow 1912 (RosDok – Projekt Mecklenburgica Digital)
- Lesebuch für die Volkshauptschule. 3. Schuljahr, Lesebuch-Kommission des Bezirkslehrervereins Nürnberg-Stadt (Hrsg.), Korn, Nürnberg 1913 (Volltext, Georg-Eckert-Institut)
- Ludwig Aurbacher: Die sieben Schwaben. Nister, Nürnberg 1914 (Universitätsbibliothek Braunschweig)
- Otto Weltzien: Brinckman-Buch. John Brinckmans Leben und Schaffen. Hermes, Hamburg 1914
- Adolf Holst (Verse): Lach’ mein Kindchen lache. Ein lustig Buch. (Bilderbuch), Nister, Nürnberg 1912
- Adolf Holst (Verse): So geht es in Schnützelputzhäusel. Ein lustig Buch. (Bilderbuch), Nister, Nürnberg 1927

### Als Maler und Zeichner
- Porträt John Brinckman (Ölgemälde – 1910)
- Abendstunde in einem Mainstädtchen
- Sulzfeld (Aquarell)
- Fränkisches Dorf (Zeichnung)
- Eschenbach (Zeichnung)
- Diele aus Dinkelsbühl (Aquarell)
- Erlangen, Schleuse am Ludwigskanal
- Dünenlandschaft vom Darss (Aquarell)
- Motiv aus Parkentin
- Mecklenburgische Landschaft bei Althof
- Stadtansicht mit Kirchenblick (Rostock – Altstädter Born) (Pastell)

## Teilnahme an Ausstellungen
- 1935 und 1936: Kulmbach, Plassenburg (7. und 8. Kunstausstellung des Bundes Fränkischer Künstler)
- 1940: Nürnberg, Fränkische Galerie („Weihnachtsausstellung Nürnberger Künstler“)
- 1941: Nürnberg, Norishalle („Ausstellung von Werken lebender Fränkischer Künstler“)